# Mattoon (Illinois)
Pour les articles homonymes, voir Mattoon.
Mattoon est une ville de l'Illinois, dans le comté de Coles aux États-Unis d'Amérique. La ville voisine de Charleston, située à 17 km à l'est, est la plus peuplée du comté. Les deux villes appartiennent à l'aire statistique micropolitaine de Charleston-Mattoon. 

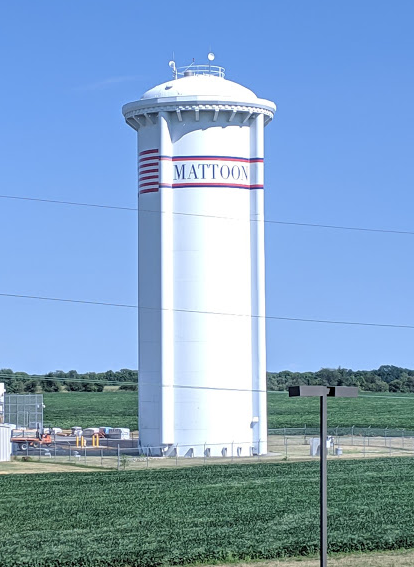
Château d'eau à l'est de la ville

## Démographie
Selon le recensement de la population américaine de 2020, la ville compte 16 870 habitants.

## Transport
En ce qui concerne le transport routier, la ville est desservie par l'Interstate 57.
La ville est desservie par le train via la gare Amtrak de Mattoon, ouverte en 1918.

## Culture
La ville organise chaque année le festival gastronomique et musical Bagelfest. Il se déroule durant trois jours au Peterson Park au mois de juillet.